# Чемпионат Румынии по баскетболу
Дивизион А — является национальной лигой Румынии, первый розыгрыш был сыгран в 1950 году. Рекордсменом по числу побед является «Динамо» из Бухареста (22 титула).

## Чемпионы
- 2023. Университет Клуж-Напока
- 2022. Университет Клуж-Напока
- 2021. Университет Клуж-Напока
- 2020. Отменён
- 2019. Орадя
- 2018. Орадя
- 2017. Университет Клуж-Напока
- 2016. Орадя
- 2015. Плоешти
- 2014. Плоешти
- 2013. Плоешти
- 2012. Плоешти
- 2011. Университет Клуж-Напока
- 2010. Плоешти
- 2009. Плоешти
- 2008. Плоешти
- 2007. Плоешти
- 2006. Плоешти
- 2005. Плоешти
- 2004. Плоешти
- 2003. Динамо Бухарест
- 2002. Арад
- 2001. Арад
- 2000. Питешти
- 1999. Сибиу
- 1998. Динамо Бухарест
- 1997. Динамо Бухарест
- 1996. Университет Клуж-Напока
- 1995. Сибиу
- 1994. Динамо Бухарест
- 1993. Университет Клуж-Напока
- 1992. Университет Клуж-Напока
- 1991. Стяуа Бухарест
- 1990. Стяуа Бухарест
- 1989. Стяуа Бухарест
- 1988. Динамо Бухарест
- 1987. Стяуа Бухарест
- 1986. Стяуа Бухарест
- 1985. Стяуа Бухарест
- 1984. Стяуа Бухарест
- 1983. Динамо Бухарест
- 1982. Стяуа Бухарест
- 1981. Стяуа Бухарест
- 1980. Стяуа Бухарест
- 1979. Динамо Бухарест
- 1978. Стяуа Бухарест
- 1977. -
- 1976. Динамо Бухарест
- 1975. Динамо Бухарест
- 1974. Динамо Бухарест
- 1973. Динамо Бухарест
- 1972. Динамо Бухарест
- 1971. Динамо Бухарест
- 1970. Стяуа Бухарест
- 1969. Динамо Бухарест
- 1968. Динамо Бухарест
- 1967. Динамо Бухарест
- 1966. Стяуа Бухарест
- 1965. Динамо Бухарест
- 1964. Стяуа Бухарест
- 1963. Стяуа Бухарест
- 1962. Стяуа Бухарест
- 1961. Стяуа Бухарест
- 1960. Стяуа Бухарест
- 1959. Стяуа Бухарест
- 1958. Стяуа Бухарест
- 1957. Динамо Бухарест
- 1956. Стяуа Бухарест
- 1955. Динамо Бухарест
- 1954. Динамо Бухарест
- 1953. Динамо Бухарест
- 1952. Металул Бухарест
- 1951. Металул Бухарест